# Половой
Полово́й, в России XIX — начала XX веков — трактирный слуга. 
Половой выполнял обязанности официанта; в том случае, когда при трактире сдавались номера для проживания, занимался также их обслуживанием. Официантом в России называлось лицо, обслуживавшее посетителей в ресторане европейского типа.

## Этимология
Согласно П. Я. Черных, термин «половой» происходит от слова «пол»: одной из обязанностей трактирного слуги было держать в чистоте пол в помещении.

## Особенности профессии
Половыми в России называли лишь трактирных слуг. С появлением в первой четверти XIX века ресторанов обслуживающий персонал в них, выполнявший те же функции, стали именовать «официантами».
В отличие от официантов, носивших европейскую одежду, половые, как правило, были одеты в «русском» стиле: обычно они носили белые штаны и такую же рубаху навыпуск, подпоясанную шнуром с кистями. За пояс часто был заткнут бумажник для расчётов.
Основной обязанностью полового было обслуживание клиентов за столами: они принимали заказы посетителей, подавали блюда, производили расчёт. В трактирах с гостиницами половые также обслуживали номера, подносили вещи, встречали гостей и показывали им номер, сопровождали проживающих, освещая лестницу в тёмное время, а также выполняли некоторые регистрационные функции. Так, в «Мёртвых душах» Н. В. Гоголя описано, как по просьбе полового Чичиков записывает ему сведения о себе «для сообщения куда следует, в полицию».
По свидетельству В. А. Гиляровского, в большинстве трактиров половые не получали оплаты от хозяина, и единственным источником их заработка были чаевые. Обучение профессии происходило с детских лет: вначале мальчики прислуживали на кухне, обучаясь при этом разбираться в ассортименте кушаний, затем несколько лет состояли в подручных, убирая со стола посуду, учась принимать заказы, и лишь после этого допускались к самостоятельной работе. Условия работы половых были достаточно тяжелыми: рабочий день продолжался до 16 часов, спать зачастую приходилось прямо в трактире на сдвинутых столах. Значительную часть половых составляли подростки 13 — 16 лет.